# Franz Dewandelaer
Œuvres principales
- Ça... C'est Nivelles (1927)
- Pârti  (1928)
- Bouquet tout fait : Poèmes wallons (1933)
- Boquèts dèl nute : Film poétique wallon (1935)
- El moncha qui crèch (1948)

Compléments
- Député suppléant pour l'Union démocratique belge (1946-1949)

Franz Dewandelaer, né à Nivelles en 1909 et mort à Bruges en 1952, est un écrivain de langue wallonne.

## Biographie[1]

### Enfance et études
Franz Dewandelaer est né dans une famille modeste de Nivelles. Son grand-père, Désiré, illettré, est ouvrier. Son père, Louis, est facteur, ce qui lui vaut le bon mot de dire : "Mon grand-père est un illettré, mon père est facteur des postes. C'est donc par atavisme que je suis devenu un homme de lettres". Sa mère, Alice Evrart, travaille à domicile, en qualité de giletière. En famille, on parle le wallon, même si l'on maîtrise également le français. 
Enfant, il est passionné de lecture et remplit déjà des carnets de poèmes et de proses. Son esprit frondeur et son humour apparaissent très tôt, tout comme son souhait d'écrire en français et en wallon.
En 1927, il entre déjà au cercle dramatique Bric-Broc et produit sa première revue franco-wallonne Ça... C'est Nivelles. Il n'a que 18 ans. Il réitère avec Pârti, sa première pièce de théâtre en wallon, créée à Nivelles en 1928, et primée au concours de la Fédération des cercles dramatiques et littéraires de Brabant wallon. Fort de ces premiers succès, Dewandelaer monte également Pu bia qu' Nivèles en 1929.

### Vie active et familiale
En 1929, il abandonne ses études et travaille comme agent d'un bureau de change à Bruxelles.
La même année, il épouse Marthe Plisnier, la cousine du poète Charles Plisnier.
Son éloignement de Nivelles l'encourage à écrire et est à la source de Bouquèt tout fait, son premier recueil wallon, primé par le Prix du Brabant de 1930 et par le Prix du centenaire. L'ouvrage, édité en 1933, va participer à la reconnaissance de Dewandelaer à travers toute la Wallonie. Il poursuit directement avec l'écriture de Èl moncha qui crèch, qui ne connaîtra la publication qu'après la Seconde Guerre mondiale. 
En 1934, il est engagé à l'administration communale de Nivelles et revient sur ses terres d'origine. Il y deviendra responsable du Service de la population. Il est régulièrement sollicité en tant que journaliste pour les revues les plus diverses, ainsi que pour les premières émissions radiophoniques de l'Institut national de radiodiffusion.
C'est en 1934 également que naît Francine, fille aînée du couple. 
En tant qu'auteur, Franz Dewandelaer est régulièrement sollicité par des journaux comme Jean Prolo, L'Étudiant socialiste ou Le Peuple, et y publie souvent des poèmes en français. Certains articles sont signés sous le pseudonyme Francis d'Orival.

### Captivité et vie sous l'Occupation
Mobilisé en 1939, il est arrêté au soir de la Campagne des 18 jours par les Allemands et fait prisonnier à Deinze et envoyé en captivité au stalag XIII-A, en Bavière, durant deux ans. Les conditions de détention y sont lourdes mais cela ne l'empêche pas de continuer à créer chansons et spectacles, notamment des émissions. Ces chansons, mises en musique, seront publiées après guerre sous le pseudonyme de José Christus. À son retour, en 1942, il a déjà contracté un mal dont il ne guérira pas.
La Belgique est toujours occupée, Franz Dewandelaer participe activement à des activités de résistance et multiplie les activités de journaliste et d'éditorialiste dans L'Aclot , dans Les Nouvelles brabançonnes, dans La Lanterne nivelloise et dans diverses émissions radiophoniques.
En 1943, le couple donne naissance à un deuxième enfant : Yvan.

### Fin de vie
À la sortie de la guerre, en 1946, Franz Dewandelaer se présente aux élections sur la liste de l'Union démocratique belge, convaincu par Paul Lévy. Il est élu député suppléant. Il milite activement pour le Mouvement wallon, utilisant ses talents d'écrivain pour servir ses convictions politiques. 
Il fonde également le Théâtre wallon nivellois. Il assume la direction du journal hebdomadaire Les Nouvelles brabançonnes. Il développe ses activités de journaliste, de producteur radio, aux dépens de son activité d'écrivain. Il contribue aux Échos de Wallonie et aux émissions de Radio Namur et Radio Hainaut. 
En 1952, il entre à l'Hôpital Saint-Jean à Bruges. Il y décède le 23 août 1952.

## Regards sur l'œuvre en wallon
La poésie de Dewandelaer est celle d'un écorché vif, d'un révolté qui crie tout son dégoût pour le monde injuste, égoïste et douloureux qu'il a fréquenté. Au contraire d'une Gabrielle Bernard, Dewandelaer ne veut pas seulement décrire les misères et les difficultés rencontrées par les gens des classes populaires. Il cherche également à dénoncer, à trouver les coupables, à porter un jugement moral. Néanmoins, la plupart de ses cris de révolte s'accompagnent souvent d'un message positif pour l'avenir, d'espoir en des lendemains plus sereins, une douce utopie que la deuxième guerre mondiale n'avait pas encore abattue. 
Avec Bouquèts tout fait en 1933, Dewandelaer ouvre une toute nouvelle voie dans la littérature. Cet ouvrage, et celui qui le prolonge El moncha qui crèch (1948) sont une déclaration d'amour à la ville de Nivelles. 
Dewandelaer écrit avec spontanéité et abondance. Une fois ses poèmes écrits, il revient peu dessus et se préoccupe peu de leur devenir. Son œuvre repose sur une solide culture mixte : une parfaite connaissance de la littérature française, mais aussi des grands auteurs wallons comme Georges Willame ou l'Abbé Michel Renard.
L'œuvre de Dewandelaer a heurté son époque. Il est vrai qu'il est fort acerbe envers la société. Son cri pour dénoncer les injustices sociales ne s'encombrait pas des bonnes manières. Son style perturbe également, usant de nombreuses images et métaphores qui reviennent incessamment, employant l'enfance pour servir ses thèses sociales.

## Liste des œuvres éditées
- Ça... C'est Nivelles : 3 actes et un prologue, Nivelles, VVe Quinot, 1927.
- Pârti : Pièce en un acte et en vers, Nivelles, VVe Quinot, 1928.
- Bouquet tout fait : Poèmes wallons, Nivelles, Herman, 1933.
- Boquèts dèl nute : Film poétique wallon, Châtelet, A. Dandoy, 1935.
- (avec Willy Bal, Jean Guillaume, Albert Maquet et Louis Remacle), Poèmes wallons, Liège, L. Gothier, 1948
- El moncha qui crèch, Namur, Cahiers wallons, 1948.

## Prix reçus
- Prix de la Fédération des cercles dramatiques et littéraires du Brabant wallon 1928 pour Pârti.
- Prix d'honneur de l'Académie des Jeux floraux de Constantine (Algérie) 1930 pour L'amour est une rose.
- Prix du Brabant 1930 pour Bouquèt tout fait
- Prix du Centenaire 1930 pour Bouquèt tout fait.
- Prix du Brabant 1931 pour Èl moncha qui crèch.
- Prix du Brabant 1932 pour L'Aveûle
- Prix biennal de littérature wallonne de Liège 1934 pour Èl tchanson du grisou
- Prix du Roi Albert 1934 pour Boquèts dèl nûte.
- Prix de la Fédération de littérature wallonne 1935 pour Lès tchautès ruwes.

## Hommages
Il a été considéré par ses contemporains comme un des meilleurs auteurs de sa génération. C'est d'ailleurs ce qu'en dit Maurice Piron dans son Anthologie de la littérature wallonne : "Franz Dewandelaer est le plus puissant de sa génération et, sans doute, de la période contemporaine.".
Plusieurs ouvrages ont été consacrés à ces écrits : 
- Willy Chaufoureau, Franz Dewandelaer, sa vie et son œuvre, 1959.
- Œuvres poétiques de Franz Dewandelaer, édité par Jean Guillaume, Liège, Société de langue et de littérature wallonnes, 1970, coll. littéraire wallonne n° 4.
- Hommage à Franz Dewandelaer", n° spécial de la revue Rif Tout dju, 1982
- Anthologie Franz Dewandelaer : Poèmes, chœurs parlés, théâtre, contes et nouvelles en français, Nivelles, Bibliothèque publique de Nivelles, 1989.
- Marie-Louise Ledrut-Choisez, Franz Dewandelaer : Regard sur l'auteur - Cahiers wallons n°7, Namur, Lès Rèlîs Namurwès, 1992.
- Yvan Dewandelaer, Émile Gilliard, Émile Lempereur, Jean-Marie Pierret, L'Œuvre poétique de Franz Dewandelaer, Liège, Société de langue et de littératures wallonnes, 2003, coll. "Mémoire wallonne", n° 7.

Quelques travaux de fin d'études universitaires lui ont été consacrés : 
- Jean Guillaume, La Poésie de Franz Dewandelaer, Namur, facultés universitaires Notre-Dame à Namur, 1948, mémoire de licence inédit.
- A. Joassin, L'Image dans la poésie de Franz Dewandelaer, Liège, université de Liège, 1960, mémoire inédit.
- M. Plisnier, F. Dewandelaer, Pârti... Lès deûs rèves, Louvain-la-Neuve, UCL, 1971, mémoire inédit.
- Stéphanie Van Hoecke, De tempête à beau fixe : Le Temps dans la poésie de Franz Dewandelaer, Louvain-la-Neuve, UCL, 1981, mémoire inédit.

Une rue de sa ville natale de Nivelles, ainsi qu'une plaque commémorative au sein du Parc de la Dodaine, lui rendent hommage.